# Glikozilacija
Glikozilacija je ena najpomembnejših posttranslacijkih dogodkov in je adicija sladkorjev na protein, na aminokisline asparagin, hidroksilizin, serin ali treonin, protein v tem primeru postane glikoprotein. Proces je encimsko odvisen. 
Poznamo dve vrsti glikozilacije: N-glikozilacija (vezava dušika amidne skupine asparagina) in O-glikozilacija (veže se kisik hidroksilne skupine serina in treonina). Vezava polisaharidnih verig na tarčne proteine ima različne funkcije. Nekateri proteini se brez glikozilacije ne zvijejo pravilno, polisaharidi, vezani na amidno skupino asparagina v proteinu dajejo trdnost sekretornim glikoproteinom. Proces glikozilacije poteka v endoplazemskem retikulumu, kjer se na rastočo peptidno verigo pripne ustrezen oligosaharid preko aminokisline asparagin (N-glikozilacija). 
N-glikozilacija poteka pri evkariontih in arhejah, v prokariontih zelo redko. Oligosaharidna veriga se veže na asparagin na tripletno sekvenco, ki je lahko Asn-X-Ser ali Asn-X-Thr, kjer X predstavlja katerokoli aminokislino, razen prolina. Po vezavi sladkorne komponente, ko je protein pravilno zvit, se odstranijo tri glukozna mesta iz verige in protein je tako pripravljen za export iz ER. Transportira se v Golgijev aparat. Študije o snoveh, ki blokirajo določene korake v glikozidaciji in o mutantnih celicah, ki ne vsebujejo glikozilacijskega encima, prav tako producirajo strukturno normalne proteine, ki so pravilno usmerjeni, kar pa ne vpliva na viabilnost celic. O-glikozilacija pa lahko poteče v Golgijevem aparatu, kjer se oligosaharid na protein veže preko OH skupine serina. Poznamo štiri vrste O-glikozilacije: O-N-acetilgalaktozamin, O-fukoza, O-glukoza, O-N-acetilglukozamin O-glikozilacija.
Med modifikacije histonov spada tudi glikozilacija. Večina študij v katerih so proučevali glikozilacijo histonov je potekala in vitro, zato te študije niso popoln prikaz reakcij, ki potekajo v organizmu. 
Vsebnost O-GlcNac se zviša ob odgovoru na več različnih oblik celičnega stresa. Postranslacijske modifikacije histonov z O-GlcNac katalizira encim imenovan O-GlcNac transferaza. Ta O-GlcNac transferaza interagira s histonskim deacetilaznim kompleksom pri pripenjanju korepresorja mSin3A. Namreč mSin3A in OGT kooperativno blokirata transkripcijo vzporedno s histonsko deacetilacijo. Raziskovalci predpostavljajo, da se mSin3A veže na OGT promotor in inaktivira transkripcijske faktorje in RNK polimeraza II s pomočjo O-GlcNac modifikacije. Ta O-GlcNac modifikacija poteče vzporedno z deacetilacijo in povzroči utišanje genov. Torej mSin3A združi O-GlcNac transferazo in histonsko deacetilazo v korepresorski kompleks. Za odstranitev O-GlcNac iz histonov in citosolnih proteinov pa je odgovorna O-GlcNac-aza .